# San Mauro Castelverde
San Mauro Castelverde är en ort och kommun i storstadsregionen Palermo, innan 2015 i provinsen Palermo, i regionen Sicilien i sydvästra Italien. Kommunen hade 1 590 invånare (2017).